# Angina de Prinzmetal
Angina de Prinzmetal é uma síndrome caracterizada por episódios de dor tipo isquêmica que ocorrem em repouso. É causada por um vasoespasmo (estreitamento temporário de um vaso) coronariano. Essa síndrome não cursa com elevação enzimática característica do  IAM

## Epônimo
Foi descrita inicialmente em 1959, pelo cardiologista norte-americano Dr. Myron Prinzmetal (1908-1987).

## Sintomas
A dor é geralmente anginosa típica. Os sintomas geralmente ocorrem em repouso, no mais das vezes no período da madrugada (entre as 0:00 e 8:00h). Dois terços dos pacientes cursam com aterosclerose de um dos ramos pricipais das artérias coronárias, mas freqüentemente de forma moderada, não condizendo com a intensidade dos sintomas. O tabagismo está fortemente ligado a essa entidade clínica, porém os outros fatores de risco para coronariopatia são menos freqüentes do que na angina estável e no IAM.
Está associada com alterações específicas do ECG (como elevação ao invés de depressão do segmento ST).

## Diagnóstico
Pacientes que apresentam dor torácica anginosa típica são geralmente tratados empiricamente como angina instável, e feitas as dosagens para enzimas cardíacas (Troponina I e CK-MB de massa). Elas podem até mostrar um certo grau de positividade, uma vez que um  espasmo coronariano também pode causar dano miocárdico. Ecocardiograma ou cintigrafia com tálio geralmente são realizadas para confirmação diagnóstica.
O exame padrão-ouro é a angiografia coronária, com injeção de agentes tais como acetilcolina ou ergonovina ou metilergonovina. Um espasmo de grande intensidade após a injeção de uma dessas substâncias é diagnostico de angina de Prinzmetal. Nos dois testes acima, o espasmo deve ser revertido com injeção intracoronária de nitratos (nitroglicerina ou mononitrato de isossorbida).

## Tratamento
Responde bem aos nitratos e aos bloqueadores dos canais de cálcio.